# Nuno Barata
Nuno Alberto Barata Almeida e Sousa (1 de março de 1966) é um gestor e empresário português. Foi eleito deputado à Assembleia Legislativa dos Açores pelo partido Iniciativa Liberal nas Eleições legislativas regionais nos Açores em 2020. Tinha sido já deputado a esta assembleia entre 1997 a 2000 pelo CDS-PP. Fez carreira enquanto gestor em várias empresas ligadas à economia portuária e marítima.

## Biografia

### Vida Pessoal
Licenciou-se em Estudos Europeus e Política Internacional pela Universidade dos Açores. Foi professor provisório de Trabalhos Oficinais, comissário de bordo da SATA Air Açores, bancário no BCA, administrativo e Secretário-geral da APASA (Associação de Produtores de Atum e Similares dos Açores), empresário, agricultor, pescador, armador, construtor civil, entre outros. Frequentou um Mestrado em Filosofia Contemporânea, Ética, Valores e Sociedade. Escreve com frequência no seu blog "fôgetabraze". É casado e tem duas filhas e um filho.

### Política
Foi militante e dirigente do CDS-PP entre 1993 e 2016 desvinculando-se do partido por divergências com a direção entregando o poder das ilhas ao PS. Foi deputado à Assembleia Legislativa dos Açores de 1997 a 2000 pelo CDS-PP pelo círculo de São Miguel.

É de notar que na imprensa (Coluna Liberal - Jornal Diário dos Açores 24 de Agosto de 2018) e no seu blog pessoal, Barata criticou fortemente o aparecimento da Iniciativa Liberal: 
Primeiro foi um movimento, depois um partido, uma espécie de “startup política” de matriz essencialmente liberal, sem pejo e sem complexos que se diz estar, ideologicamente entre o PS e o PSD, à esquerda deste e à direita daquele, seja lá o que isso for.  O Iniciativa Liberal aparece como uma espécie de PRD liberal, ou seja um Partido que apesar de se afirmar como novidade, encerra nos seus princípios programáticos, a que chamaram de Manifesto Portugal Mais Liberal, um conjunto de banalidades e lugares comuns capazes de serem sobescritos por qualquer dirigente do PS do PSD e até do CDS. A Iniciativa Liberal parece, assim, uma espécie de caixa de cartão  onde cabem todos e tudo. Para um novo partido, são vetustas práticas. Para uma solução inovadora são velhas táticas. Para uma perspetiva de futuro tem já demasiado passado.

Uma das questões que mais reservas me causou no manifesto e nas palavras dos promotores da Iniciativa Liberal, é o facto de acreditarem que Portugal é já um país liberal.
Em 2020 concorreu como cabeça de lista aos círculos de São Miguel e de compensação pela Iniciativa Liberal,  Foi eleito pelo círculo de compensação como o primeiro deputado do partido na assembleia regional dos Açores.